# Samarate
Samarate é uma comuna italiana da região da Lombardia, província de Varese, com cerca de 15.350 habitantes. Estende-se por uma área de 15 km², tendo uma densidade populacional de 1023 hab/km². Faz fronteira com Busto Arsizio, Cardano al Campo, Ferno, Gallarate, Lonate Pozzolo, Magnago (MI), Somma Lombardo, Vanzaghello (MI).

## Demografia
| Variação demográfica do município entre 1861 e 2011                               |
|                                                                                   |
| Fonte: Istituto Nazionale di Statistica (ISTAT) - Elaboração gráfica da Wikipedia |